# Karija
Karija (japonsky 刈谷市) je město v prefektuře Aiči v Japonsku. K roku 2019 v něm žilo přes 153 tisíc obyvatel.

## Poloha
Karija leží ve vnitrozemí ostrova Honšú uvnitř prefektury Aiči. Od centra Nagoji, čtvrtého nejlidnatějšího japonského města, je vzdálena přibližně třicet kilometrů jihovýchodně.

## Dějiny
Již v období Sengoku zde vzniklo sídlo jako podhradí. V roce 1533 byl zdejší hrad obnoven a zůstal určujícím prvkem města až do reforem Meidži.

### Rodáci
- On Kawara (1933–2014), výtvarník
- Nobujuki Sató (* 1972), dálkový běžec
- Hiroki Kondó (* 1982), tenista